# Patellapis obscurescens
Patellapis obscurescens là một loài Hymenoptera trong họ Halictidae. Loài này được Cockerell mô tả khoa học năm 1940.